# Misumenini
Misumenini Simon, 1895 è una tribù di ragni appartenente alla famiglia Thomisidae.

## Distribuzione
Gli undici generi oggi noti di questa tribù hanno, globalmente, diffusione pressoché cosmopolita.

## Tassonomia
A dicembre 2013, gli aracnologi riconoscono undici generi appartenenti a questa tribù:
- Cyriogonus Simon, 1886 - Madagascar
- Loxoporetes Kulczyński, 1911 - Nuova Guinea, Territorio del Nord (Australia)
- Massuria Thorell, 1887 - India, Cina, Myanmar, Giappone
- Misumena Latreille, 1804 - regione olartica, Brasile, Perù, Cuba, Messico, Giava, Kenya, Angola, Guyana francese, Nuova Guinea, Vietnam, Filippine, Argentina
- Misumenoides F. O. P.-Cambridge, 1900 - America settentrionale, centrale e meridionale, India
- Misumenops F. O. P.-Cambridge, 1900 - America settentrionale, centrale e meridionale, Africa, Cina, Uzbekistan, isole Capo Verde, Borneo, Filippine, Asia centrale
- Misumessus Banks, 1904 - America settentrionale e centrale
- Pistius Simon, 1875 - regione paleartica, India
- Plancinus Simon, 1886 - Uruguay
- Runcinia Simon, 1875 - regione paleartica, Africa, India, Pakistan, Timor, Bangladesh, Myanmar, Giava, Sudafrica, Nuova Guinea, Australia, Paraguay
- Soelteria Dahl, 1907 - Madagascar
- Thomisus Walckenaer, 1805 - cosmopolita, ad eccezione dell'America meridionale